# شموگروو-فهروو
شموگروو-فهروو (به آلمانی: Schmogrow-Fehrow) یک شهر در آلمان است که در اشپری-نایسه واقع شده‌است. شموگروو-فهروو ۹۵۹ نفر جمعیت دارد.